# Royal Aircraft Factory F.E.2
Il Royal Aircraft Factory F.E.2 (Farman Experimental 2) fu un biplano biposto multiruolo sviluppato dall'istituto di ricerca britannico Royal Aircraft Factory (RAF) negli anni dieci del XX secolo.
Progettato da Geoffrey de Havilland e caratterizzato dalla configurazione spingente dell'unico motore che lo equipaggiava, fu un ulteriore e profondo sviluppo dello sperimentale e precedente F.E.1, destinato ad equipaggiare il Royal Flying Corps, l'allora componente aerea del British Army (l'esercito del Regno Unito), durante tutte le fasi della prima guerra mondiale.
La designazione F.E.2 si riferisce a tre distinti progetti, tutti in configurazione spingente, basati sull'impostazione generale dei modelli sviluppati dall'azienda aeronautica francese Société des avions Henri & Maurice Farman, meglio nota semplicemente come Farman.

## Impiego operativo
Il terzo tipo "F.E.2" operò come bombardiere e caccia diurno e notturno del Royal Flying Corps durante la prima guerra mondiale. Insieme al biplano monoposto spingente Airco DH.2 ed al Nieuport 11, l'F.E.2 fu determinante per porre fine al Flagello dei Fokker che aveva visto il Servizio Aereo Tedesco o Luftstreitkräfte stabilire una misura di superiorità aerea sul fronte occidentale dalla fine dell'estate del 1915 alla primavera successiva.
L'F.E.2a entrò in servizio nel maggio 1915 con il No. 6 Squadron RFC, che utilizzava l'F.E.2 in collaborazione con i B.E.2 ed un Bristol Scout. Il primo squadron ad essere equipaggiato interamente con l'F.E.2 fu il No. 20 Squadron, schierato in Francia il 23 gennaio 1916. A questo punto operò come aereo da ricognizione-caccia - alla fine circa 2/3 degli F.E.2 furono costruiti come caccia (816) ed 1/3 come bombardieri (395). Le varianti F.E.2b e F.E.2d rimasero nelle operazioni diurne fino al 1917, mentre la "b" continuò come bombardiere notturno standard fino all'agosto 1918. Al suo apice, l'F.E.2b equipaggiò 16 squadron del RFC in Francia e sei squadron a difesa dell'Inghilterra.
Il 18 giugno 1916, l'asso tedesco Max Immelmann morì in combattimento contro gli F.E.2b del No. 25 Squadron RFC. Lo squadron rivendicò l'abbattimento, ma la versione tedesca dello scontro fu che il Fokker Eindecker di Immelmann si ruppe dopo che il sincronizzatore della mitragliatrice ebbe un guasto e colpì la sua stessa elica o che fu colpito dal fuoco amico dall'antiaerea tedesca. In ogni caso, a quel tempo l'F.E.2b stava almeno lottando contro i caccia monoplani tedeschi a condizioni più o meno paritetiche ed il cosiddetto "flagello dei Fokker" era finito.
Nell'autunno del 1916, l'arrivo di caccia tedeschi più moderni come l'Albatros D.I e l'Halberstadt D.II determinò che anche il F.E.2d era superato e nell'aprile 1917 venne ritirato dai pattugliamenti offensivi. Nonostante la sua obsolescenza nel 1917, l'F.E.2 era ancora ben gradito dai suoi equipaggi per la sua forza e le buone caratteristiche di volo ed ancora occasionalmente si dimostrò un avversario difficile anche per i migliori assi tedeschi. Il Barone Manfred von Richthofen fu gravemente ferito alla testa durante il combattimento con degli aerei F.E.2d nel giugno 1917; il Barone Rosso, come la maggior parte dei piloti tedeschi dell'epoca, classificò l'F.E.2 come un modello "Vickers", confondendolo con il precedente Vickers F.B.5.
In combattimento come caccia monoposto, i piloti dei caccia F.E.2b e F.E.2d avrebbero formato quello che fu probabilmente il primo uso di quello che in seguito divenne noto come cerchio Lufbery (cerchio difensivo). Nel caso dell'F.E.2, l'intenzione era che il mitragliere di ogni aereo potesse coprire il punto cieco sotto la coda del suo vicino e diversi mitraglieri potessero sparare contro qualsiasi nemico che attaccava il gruppo. Occasionalmente le formazioni degli F.E.2 combatterono per rientrare da lontano oltre le linee, mentre erano sotto un pesante attacco da parte dei caccia tedeschi, usando questa tattica.
Sebbene surclassato come caccia diurno, l'F.E.2 si dimostrò molto adatto per l'uso notturno e fu utilizzato come caccia notturno negli squadron di difesa dell'Inghilterra nei pattugliamenti contro gli Zeppelin e come bombardiere notturno tattico leggero. Fu utilizzato per la prima volta come bombardiere notturno nel novembre 1916 e con i primi squadron specializzati di bombardieri notturni F.E.2b formatisi nel febbraio 1917. Gli F.E.2b furono utilizzati come bombardieri notturni in otto squadron di bombardieri fino alla fine della prima guerra mondiale con 860 esemplari convertiti o costruiti come bombardieri. Il servizio come caccia notturno ebbe meno successo, a causa delle sue scarse caratteristiche di salita ed altitudine.
Gli F.E.2b furono equipaggiati sperimentalmente con dei galleggianti per operare sull'acqua e furono anche utilizzati per condurre pattugliamenti antisommergibili, operando dall'Isle of Grain alla foce del Tamigi.
35 aerei derivati dall'F.E.2 furono venduti alla Cina nel 1919 dalla Vickers come Vickers Instructional Machines (VIM), per essere utilizzati come addestratori avanzati, con una navicella ridisegnata dotata di doppi comandi ed alimentata da un motore Rolls-Royce Eagle VIII.

## Assi sui Royal Aircraft Factory F.E.2
Durante il suo servizio, quattro dozzine di assi volarono sul FE.2. Gli assi degni di nota che volavano sul FE.2 includevano:

### Assi piloti sull'F.E.2
- Guy Reid con 5 vittorie dal 7 febbraio 1916 al 6 settembre successivo
- Ranald Reid con 9 vittorie dal 16 maggio 1916 al 21 ottobre successivo
- Horace Balfour Davey con 6 vittorie dal 16 maggio 1916 al 22 novembre successivo
- Arthur Norbury Solly con 9 vittorie dal 31 maggio 1916 al 10 agosto 1917
- Lancelot Richardson con 7 vittorie dal 17 giugno 1916 al 17 marzo 1917
- Harold Evans Hartney con 6 vittorie dal 1º luglio 1916 al 14 febbraio 1917
- Noel William Ward Webb con 5 vittorie dal 19 luglio 1916 al 15 settembre successivo
- David Arthur Stewart con 2 vittorie dal 1º agosto 1916 al 3 agosto successivo
- Charles Woollven con 5 vittorie dall'8 agosto 1916 al 1º maggio 1917
- John Bowley Quested con 8 vittorie dal 16 agosto 1916 al 25 gennaio 1917
- Chester Stairs Duffus con 5 vittorie dal 17 agosto 1916 al successivo 11 dicembre
- Stephen William Price con 7 vittorie dal 22 agosto 1916 al 20 ottobre successivo
- James Hubert Ronald Green con 6 vittorie dal 20 ottobre 1916 al 6 giugno 1917
- John Vincent Aspinall con 5 vittorie dal 21 ottobre 1916 al 13 aprile 1917
- James Leith Leith con 8 vittorie dal 22 ottobre 1916 al 21 aprile 1917
- Carleton Main Clement con 8 vittorie dal 4 dicembre 1916 al 5 giugno 1917
- Victor Huston con 6 vittorie dal 15 febbraio 1917 al 27 maggio successivo
- Reginald George Malcolm con 8 vittorie dal 4 marzo 1917 al 1º maggio successivo
- Harold Leslie Satchell con 8 vittorie dal 26 aprile 1917 al 28 luglio successivo
- Frederick Thayre con 19 vittorie dal 29 aprile 1917 al 7 giugno successivo
- Reginald Edward Conder con 6 vittorie dal 29 aprile 1917 al 26 maggio successivo
- Donald Cunnell con 9 vittorie dal 2 maggio 1917 all'11 luglio successivo
- Richard M. Trevethan con 12 vittorie dal 2 giugno 1917 al 9 agosto successivo
- Harry George Ernest Luchford con 11 vittorie dal 13 giugno 1917 al 17 agosto successivo
- Cecil Roy Richards con 12 vittorie dal 14 giugno 1917 al 16 agosto successivo
- Reginald Makepeace con 8 vittorie dal 29 giugno 1917 al 17 agosto successivo
- Oliver Henry Douglas Vickers con 13 vittorie dal 29 giugno 1917 al 17 agosto successivo

Gli onori di asso non furono riservati esclusivamente ai piloti di FE.2. Anche se leggermente in minoranza gli osservatori che presidiavano le armi divennero anch'essi degli assi. I più notevoli tra questi sono elencati di seguito:

### Assi osservatori sull'F.E.2
- Leslie Court con 8 vittorie dal 26 giugno 1916 al 9 novembre successivo
- Frederick Libby con 10 vittorie dal 15 luglio 1916 al 20 ottobre successivo
- Laurence Henry Scott con 6 vittorie dal 29 luglio 1916 al 21 ottobre successivo
- William Thompson Gilson con 5 vittorie dal 16 novembre 1916 al 26 maggio 1917
- James Robert Smith con 5 vittorie dal 26 dicembre 1916 al 6 aprile 1917
- Giles Blennerhasset con 8 vittorie dal 4 febbraio 1917 al 23 maggio successivo
- Medley Kingdon Parlee con 6 vittorie dal 4 febbraio 1917 al 9 maggio successivo
- Leonard Herbert Emsden con 8 vittorie dal 4 marzo 1917 al 1º maggio successivo
- Edward Sayers con 5 vittorie dal 7 aprile 1917 all'8 giugno successivo
- Francis Cubbon con 21 vittorie dal 24 aprile 1917 al 7 giugno successivo
- Thomas Lewis con 6 vittorie dal 29 aprile 1917 al 27 luglio successivo
- John J. Cowell con 15 vittorie dal 5 maggio 1917 al 28 luglio successivo
- Frederick Joseph Kydd con 5 vittorie dal 5 maggio 1917 al 3 luglio successivo
- Archie Nathaniel Jenks con 7 vittorie dal 26 maggio 1917 al 21 settembre successivo
- William Cambray con 5 vittorie dal 31 maggio 1917 al 16 agosto successivo
- James Tennant con 7 vittorie dal 9 giugno 1917 al 17 agosto successivo
- Albert Edward Wear con 9 vittorie dal 14 giugno 1917 al 16 agosto successivo
- Campbell Hoy con 10 vittorie dal 29 giugno 1917 al 9 agosto successivo
- Melville Waddington con 7 vittorie dal 29 giugno 1917 al 16 agosto successivo

## Utilizzatori
Australia
- Australian Flying Corps

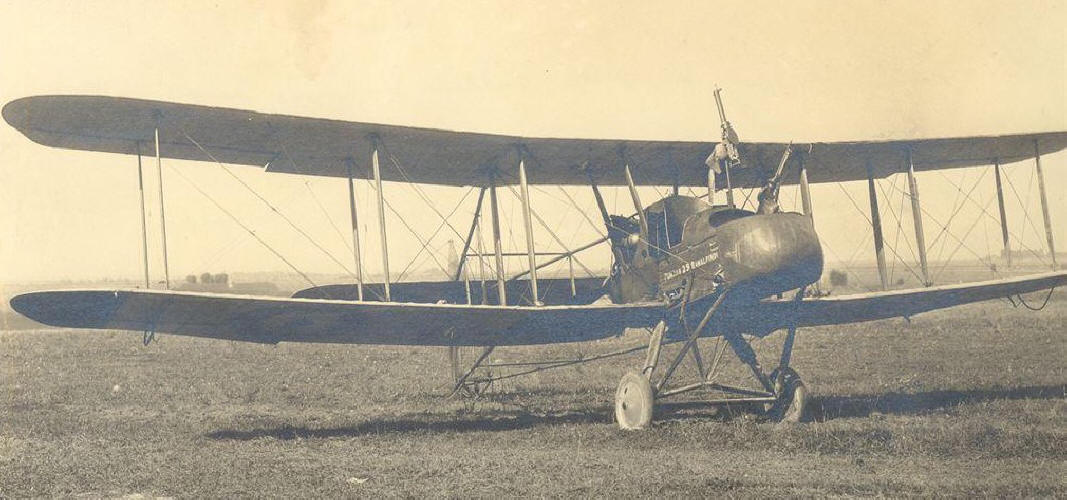
F.E.2b

- Central Flying School AFC a Point Cook, Victoria - operò con un solo esemplare.

 Regno Unito
- Royal Flying Corps
- Royal Air Force

 Cina
- Chung-Hua Min-Kuo K'ung-Chün

 Stati Uniti
- American Expeditionary Forces